# Riksdagshuset i Berlin
Reichstagsgebäude (officiellt Plenarbereich Reichstagsgebäude, kort Reichstag) är en byggnad i Berlin. Byggnaden konstruerades för att bli säte för riksdagen i Kejsardömet Tyskland och fortsatte vara det under Weimarrepubliken. 
Sedan 1999 är det säte för förbundsdagen och har sedan 1994 varit säte för förbundsförsamlingen när den samlas för att välja förbundspresident (i regel vart femte år).

## Historia

### 1881–1884: Planering
Den 19 april 1871 beslutade den tyska riksdagen att bygga riksdagshuset. Det tog lång tid innan beslutet kunde verkställas. Först var det tänkt att bygga den på greve Athanasius Raczynskis tomt på kungapalatsets östra sida. Man hade en internationell arkitekttävling där 122 arkitekter deltog. Tävlingen vanns i juni 1872 av Ludwig Bohnstedt från Gotha. Förslaget kunde dock inte färdigställas, eftersom greve Raczynski vägrade att sälja tomten, där han hade byggt ett palats av August Strack.
Riksdagen beslutade därför att leta vidare efter en lämplig tomt. Först 1881 lyckades man och köpte just den tomt som var avsedd från början, eftersom greve Raczynski avlidit och hans son och arvinge gått med på att sälja.
I februari 1882 utlystes en ny arkitekttävling, där dock bara tyskspråkiga arkitekter kunde delta. Tävlingen vanns av Paul Wallot från Frankfurt am Main och Friedrich von Thiersch från München. Båda fick första pris, men Paul Wallot fick flest röster och fick därmed möjligheten att bygga riksdagshuset.

### 1884–1918: Byggnadssätt och användning

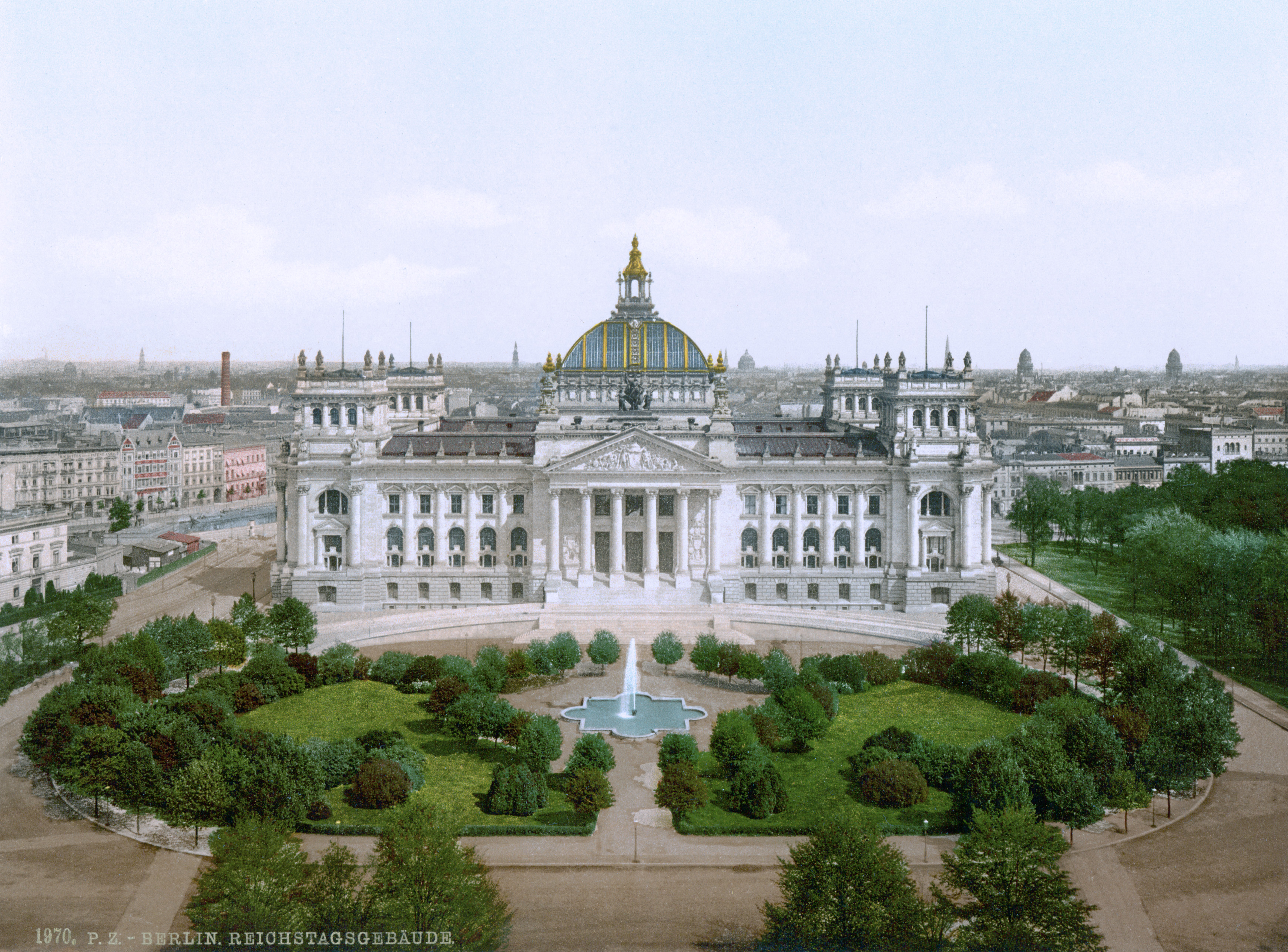
Riksdagshuset omkring 1900.

På grund av flera önskemål från en riksdagskommission blev Paul Wallot flera gånger tvungen att ändra sina planer, innan man kunde börja bygga. Den 9 juni 1884 började man att bygga riksdagshuset vid en stor ceremoni med närvaro av kejsar Vilhelm I. Under byggnadstiden hade den dåvarande kejsaren Vilhelm II ytterligare några önskemål om hur byggnaden skulle ändras, men Paul Wallot accepterade inte dessa. Den 5 december 1894 kunde den tyska riksdagen emottaga sin nya byggnad.
Riksdagshuset var praktfullt och representativt inrett. Det fanns många heraldiska symboler, statyer och målningar av kända tyska personer. Riksdagsarkivet hade snart miljontals böcker och pärmar som kunde transporteras till läsrummet med hjälp av en pneumatisk hiss. Dessutom hade riksdagshuset ett eget kraftverk.
Kort efter färdigställandet insåg man att det skulle saknas arbetsrum för ledamöterna, vilket blev den största nackdelen med byggnaden.
Paul Wallot tänkte att devisen ”Dem Deutschen Volke” (åt det tyska folket) skulle stå över ingången, men det kunde förverkligas först 1916, efter att socialdemokraterna (SPD) beviljat krigskrediter och kejsaren försonat sig med riksdagen.
Den 9 november 1918 utropade den socialdemokratiske politikern Philipp Scheidemann republiken från ett av riksdagshusets fönster och avskaffade därmed monarkin i Tyskland. Där finns idag ett minnesmärke.

### 1933:Riksdagshusbrandenochnationalsocialismen
Den 27 februari 1933 anlades en brand i riksdagshuset, så att det förstördes invändigt. Den nederländska kommunisten Marinus van der Lubbe, som tidigare hade hotat att sätta eld på en förvaltningsbyggnad i Berlin, greps för dådet. Tillsammans med flera medlemmar i det tyska kommunistpartiet KPD åtalades han i maj 1933 och dömdes till döden, medan däremot KPD-medlemmarna friades.
Fram till i dag är det oklart vem som verkligen tände byggnaden. Branden hade dock till följd, att nationalsocialisterna kunde övertyga rikspresidenten Paul von Hindenburg att kommunisterna planerade att genomföra ett kuppförsök. Rikspresidenten bestämde därför den 28 februari att de allmänna fri- och rättigheterna inte längre skulle gälla. Därmed fick SA stort inflytande över upprätthållandet av ordningen och de kunde därmed också skrämma folk inför nästa val. Parlamentet flyttade efter branden till Krolloperan på andra sidan gatan. Riksdagshuset återuppbyggdes delvis något senare men avsikten var nu att den skulle användas för att visa propagandafilmer i. Under andra världskriget flyttade sjukhuset Charités barnavdelning dit, varför flera barn föddes i byggnaden.
Röda armén såg byggnaden som en symbol för nazisterna och hissade den 30 april 1945 sovjetiska flaggan över riksdagshusets tak. Efter stridigheter intog nazisterna åter byggnaden den 31 april varpå de sänkte flaggan. Den 2 maj låg byggnaden åter i den röda arméns kontroll och det symboliska fotografiet 'Segerflagga över Reichstag' kunde tas. Bilderna härifrån tillhör de mest visade från andra världskriget och flaggan finns i dag i det ryska armémuseet i Moskva.

Riksdagshuset i Berlin (3 juni 1945).

### 1945–1990: Tysklands delning
Under andra världskriget blev riksdagshuset kraftigt skadat. Den 9 september 1948 höll den dåvarande borgmästaren Ernst Reuter medan Berlinblockaden pågick sitt berömda tal från byggnaden inför hundratusentals åhörare, (”... Ihr Völker der Welt! Schaut auf diese Stadt ... ”, ... Ni världens folk! Skåda den här staden ...) där han appellerade till världen att fortsätta luftbron till Berlin. Den 22 november 1954 var man tvungen att spränga byggnadens kupol på grund av rasrisk, och mellan 1958 och 1971 återuppbyggde man riksdagshuset. Man planerade dock byggnaden helt annorlunda invändigt, så att knappast någonting av Paul Wallots planer fanns kvar.
Under det kalla kriget tillhörde riksdagshuset Västberlin, men Berlinmuren gick bara några meter bakom huset. I byggnaden fanns ett museum och ibland träffades ledamöter av olika partier i riksdagshuset, men det var förbjudet för den västtyska förbundsdagen att samlas däri, eftersom Västberlin officiellt inte tillhörde Förbundsrepubliken Tyskland. Utländska politiker som besökte Västberlin var dock mer eller mindre tvungna att besöka huset för att från byggnadens balkonger kunna ta sig en titt över muren. Samtidigt visades i riksdagshuset utställningen Fragen an die deutsche Geschichte (frågor till den tyska historien), som lockade miljontals besökare till byggnaden.
Efter den tyska återföreningen beslutade förbundsdagen den 20 juni 1991 efter en mycket kontroversiell debatt att flytta huvudstaden från Bonn till Berlin och använda riksdagshuset som parlamentssäte igen.

### 1995–1999: Ombyggnad

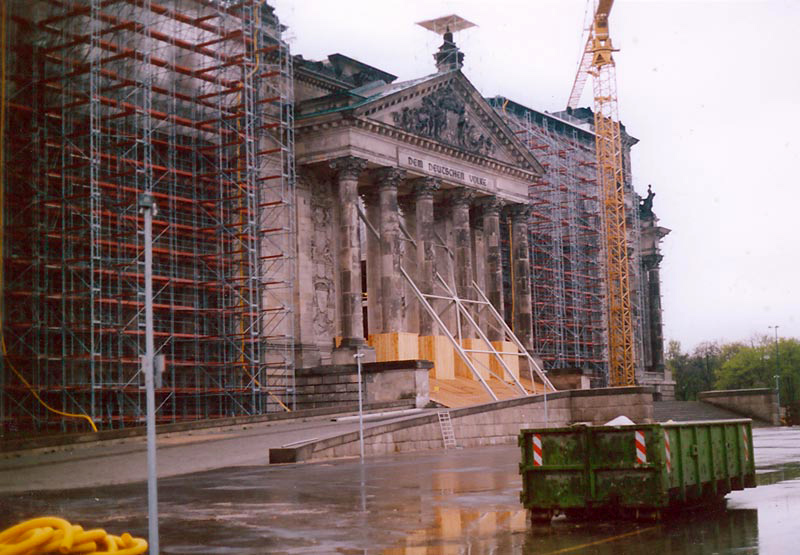
Reichstag 1995

För att åter använda riksdagshuset som parlamentssäte var man tvungen att bygga om huset helt. För att genomföra detta utlystes återigen en internationell arkitekttävling, som den brittiske arkitekten Norman Foster vann. Några tyska politiker krävde dock att byggnaden åter skulle få en glaskupol, något som Foster inte ville ha. Till slut enades man om en jättestor glaskupol som man kan beträda.
Innan man byggde om huset övertäcktes det dock av konstnärsparet Christo och Jeanne-Claude, vilket blev ett uppmärksammat konstverk.
Efter ombyggnaden blev riksdagshuset också en miljövänlig förebild: Byggnaden värms och kyls med hjälp av en underjordisk värmekälla och ett kylande grundvattenskikt. Ljuset leds medelst speglar genom glaskupolen in i plenisalen. Dessutom fick huset ånyo ett eget kraftverk som drivs av biobränsle från Mecklenburg-Vorpommern.

## Användning
Den nybyggda glaskupolen är en av Berlins största turistattraktioner. Det finns möjlighet att gå upp i kupolen och skåda in i plenisalen eller blicka ut över Berlin. I byggnaden finns konstverk av många aktuella konstnärer. Det är kostnadsfritt att besöka riksdagshuset.
Den tyska förbundsdagen har sin plenisal i riksdagshuset och varje partigrupp har ett mötesrum i byggnaden. Ledamöterna har däremot sina kontor i en angränsande byggnad.

## Bilder

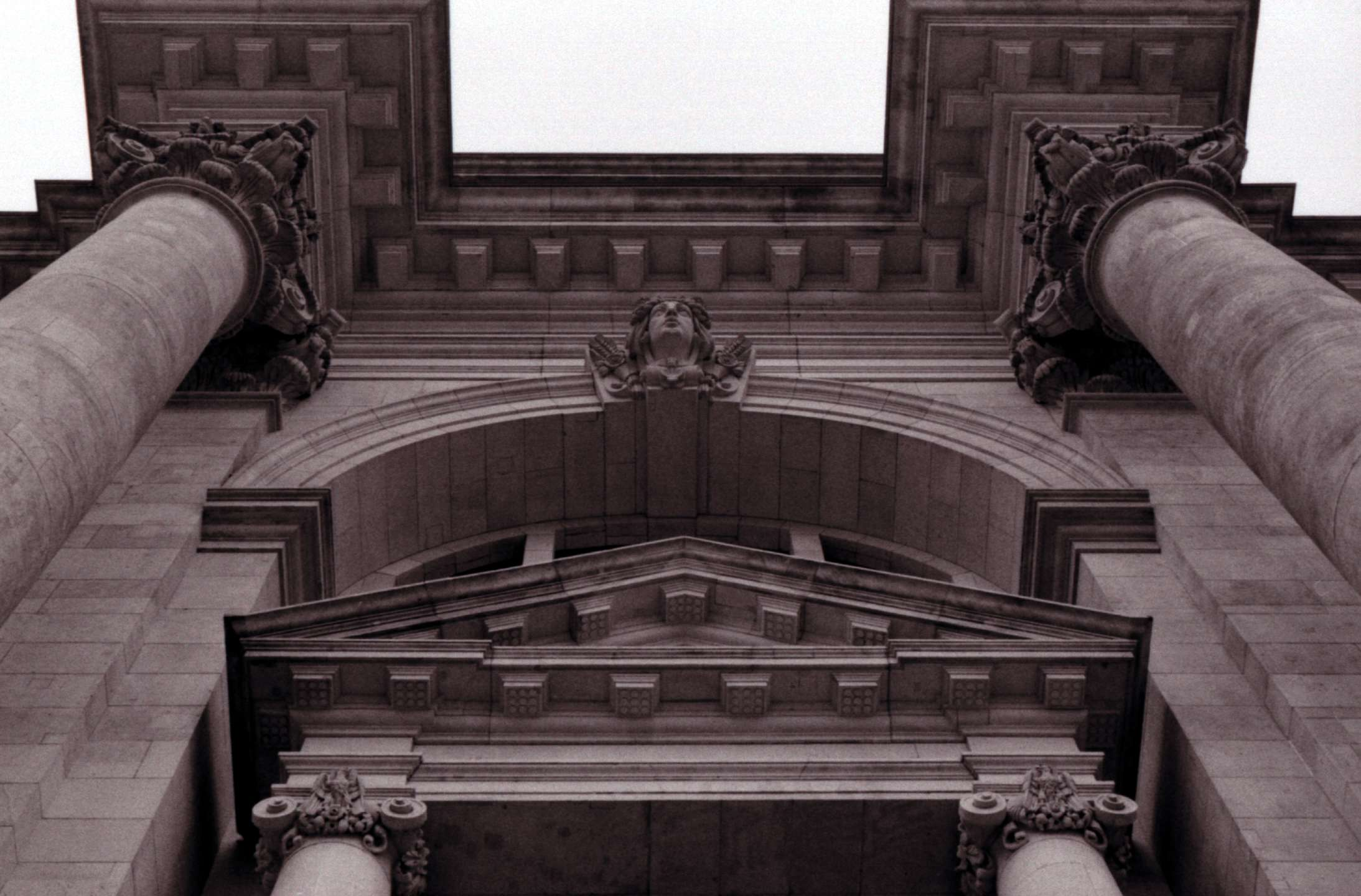
Ett av de stora fönstren (april 2002)
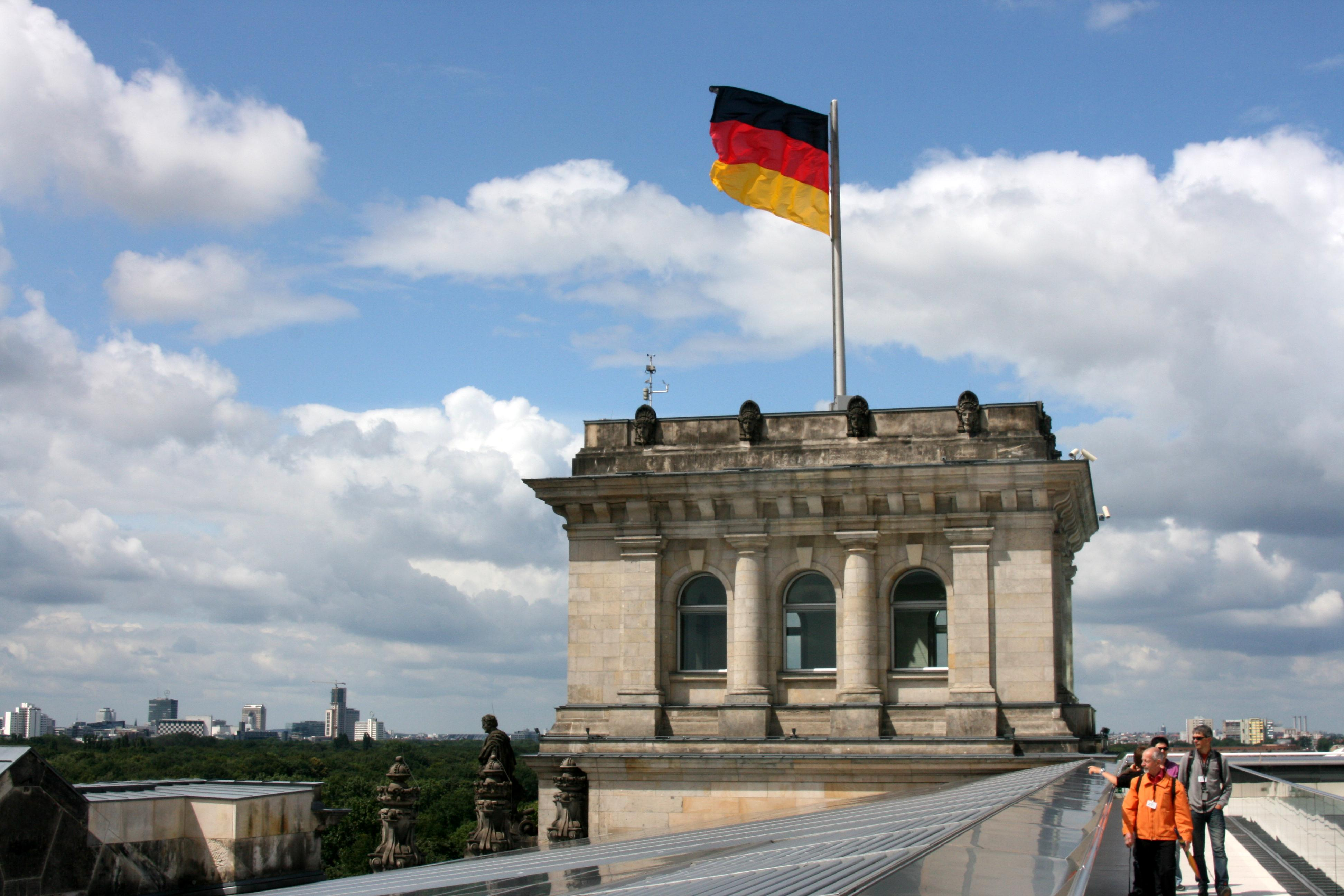
Taket
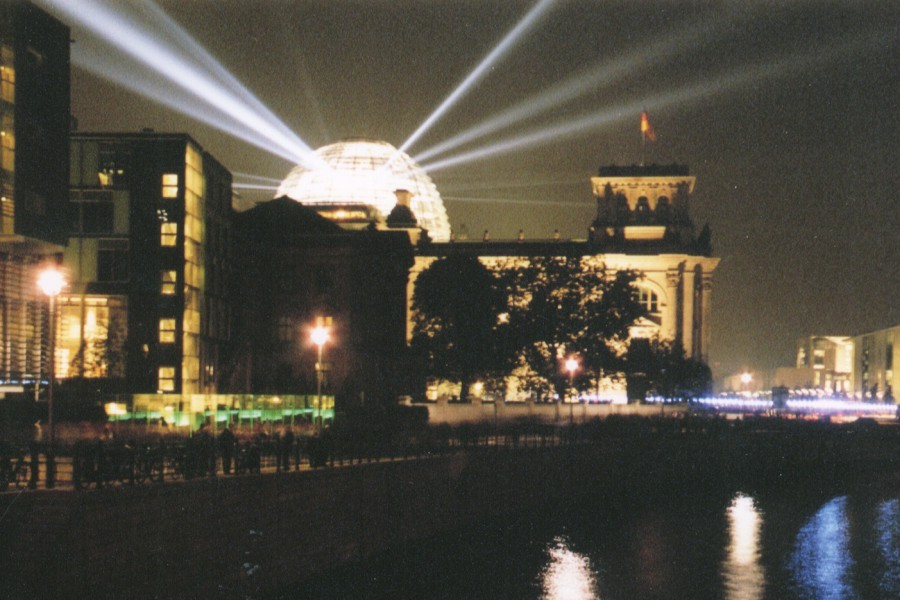
Kupolen nattetid (2002)
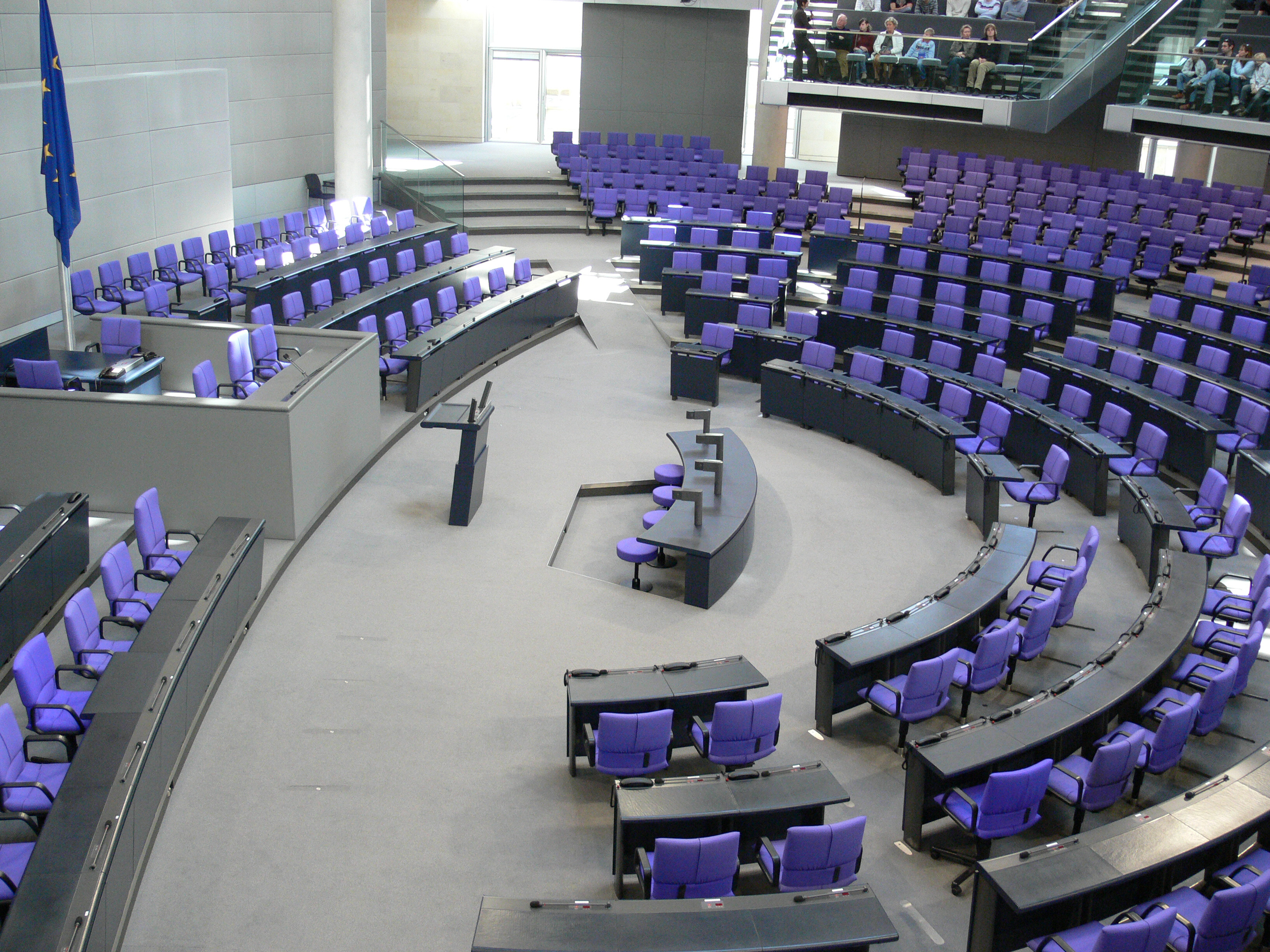
Plenisalen